# Vrijbalk

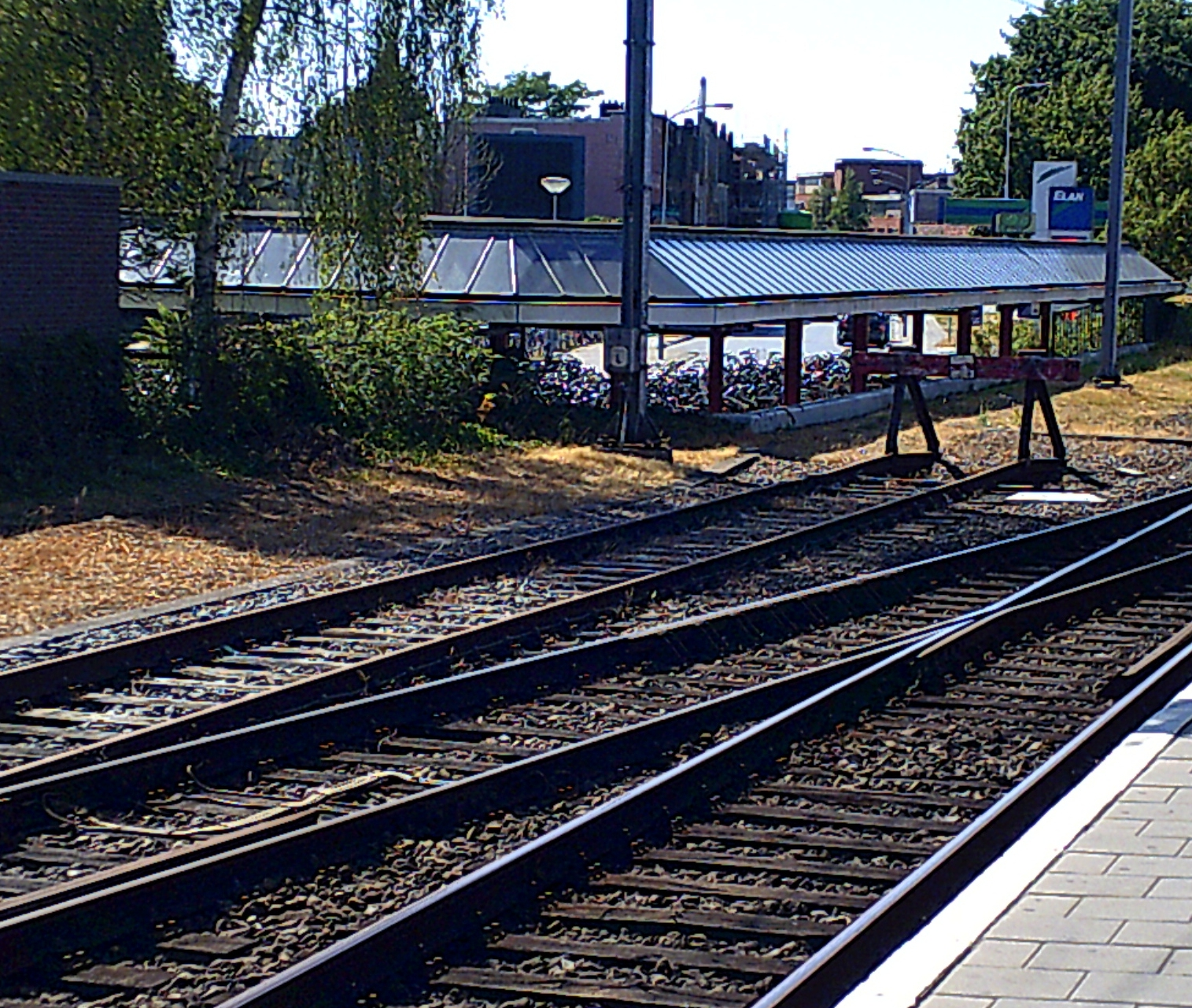
Kopspoortje op station Ede-Wageningen met vrijbalk. De vrijbalk ligt hier vrijwel naast het stootblok

Een vrijbalk, ook wel vrije-ruimte merk of vrije-ruimte balk, is een witte balk die ligt tussen de twee uiteengaande sporen van een wissel. Het is de aanduiding tot waar spoorvoertuigen geplaatst kunnen worden zonder in aanraking te komen met spoorvoertuigen op het andere spoor. De vrijbalk is een witte betonnen tegel van 25 bij 100 centimeter.